# Herpotrichia juniperi
Herpotrichia juniperi är en svampart som först beskrevs av Duby, och fick sitt nu gällande namn av Franz Petrak 1925. Enligt Catalogue of Life ingår Herpotrichia juniperi i släktet Herpotrichia, ordningen Pleosporales, klassen Dothideomycetes, divisionen sporsäcksvampar och riket svampar, men enligt Dyntaxa är tillhörigheten istället släktet Herpotrichia, familjen Lophiostomataceae, ordningen Pleosporales, klassen Dothideomycetes, divisionen sporsäcksvampar och riket svampar. Arten är reproducerande i Sverige. Inga underarter finns listade i Catalogue of Life.